# Château d’Armailhac
Koordinaten: 45° 12′ 39,9″ N, 0° 46′ 11,8″ W

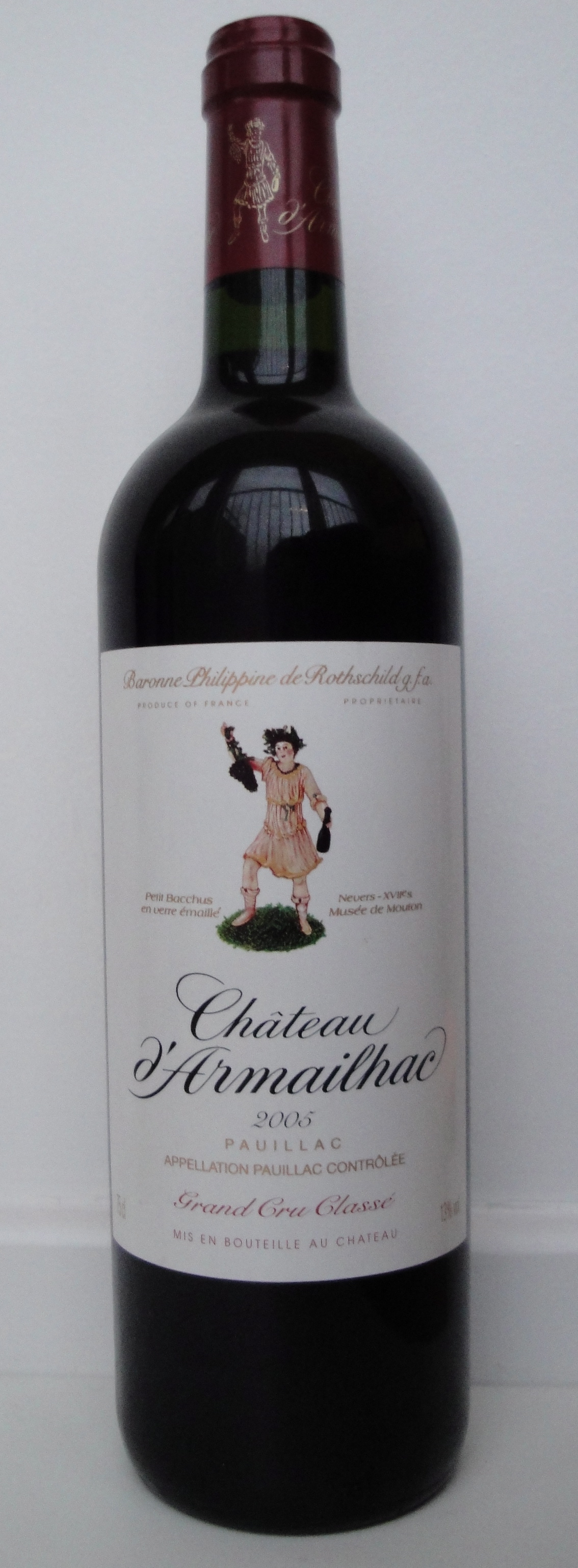
Eine Flasche Château d’Armailhac des Jahrgangs 2005.

Das Château d’Armailhac ist ein bekanntes Weingut von Bordeaux. Seit der Klassifikation von 1855 ist das Weingut als Cinquième Grand Cru Classé eingestuft (fünfte Stufe der Klassifikation).
Das Gut liegt in der Appellation Pauillac und ist mit ungefähr 50 ha mittelgroß. 56 % der Fläche sind mit der Rebsorte Cabernet Sauvignon, 22 % mit Merlot und 20 % mit Cabernet Franc bestockt. Das Gut erzeugt in mittleren Jahren rund 220.000 Flaschen Wein.
Hervorzuheben sind die Jahrgänge ab 1995, die mit Weinbewertungen von mehr als 86 PP alle im sehr guten Bereich liegen.
Das Weingut befindet sich im Besitz der Domaines Philippe de Rothschild, der auch das benachbarte Premier-Cru-Gut Château Mouton-Rothschild gehört. Das damalige Nachbargut Mouton-d’Armailhac wurde 1933 von Baron Philippe de Rothschild gekauft, 1956 umbenannt in Mouton-Baron-Philippe, 1975 nach seiner Frau in Mouton-Baronne-Philippe umbenannt und von beider Tochter Philippine 1989 nach dem Tod ihres Vaters wieder auf den alten Namen d’Armailhac zurückbenannt. Mit dem Namen des Weingutes gibt es beispielsweise auf Auktionen oftmals Verwechslungen, wenn die Namensteile „Mouton“ und „Rothschild“ auftauchen: Man muss als Kaufinteressent sehr Acht geben, nicht die Preise des Premier-Cru-Weines für den Armailhac zu zahlen; er ist zwar meist ein guter Rotwein, jedoch vom „großen Bruder“ Mouton qualitativ weit entfernt.

## Geschichte
Die Besitzverhältnisse der landwirtschaftlichen Nutzflächen lassen sich bis in das frühe 14. Jahrhundert zurückverfolgen. Im Jahr 1311 gehörten die Flächen dem Lehnsherrn Pons de Castillon. In der Folge wurde der Besitz in der Familie weitervererbt. Im 15. Jahrhundert kamen die Ländereien an Humphrey, Duke of Gloucester, dem jüngeren Bruder von Heinrich V.
Nach der englischen Niederlage im Hundertjährigen Krieg ging der vormals englische Besitz in französische Hände über. Über die Familie Foix kam ein kleiner Teil des Besitzes an den Notar Jacques de Ségur. Damals gehörten nicht nur kleinere Parzellen des heutigen Châteaus zu den Ländereien. Jacques de Ségur legte auch ab 1670 die ersten Rebflächen auf dem Gelände des heutigen Château Lafite-Rothschild an. Sein Sohn Alexandre heiratete im Jahr 1695 die Erbin von Château Latour. Aus dieser Ehe ging der Sohn Nicolas-Alexandre de Ségur (1697–1755) hervor. Nachdem Nicolas-Alexandre den Besitz von Mouton im Jahr 1717 erweiterte und Château Calon-Ségur kaufte, verkaufte er Mouton bereits 1720 (andere Quellen nennen das Jahr 1725) an Joseph de Brane und leitete damit die Trennung von Mouton und Lafite ein. Ein vorhandenes Gutsgebäude sowie der mittlere Teil der Ländereien ging an Dominique Armailhacq. François de Pontet kaufte den südlichsten Teil des Landbesitzes und legte damit die Basis von Château Pontet-Canet.
Spätestens im Jahr 1740 wurde auf dem Land des nun Mouton-d’Armailhacq genannten Besitzes Wein erzeugt. Das Recht auf den Namen Mouton hatte Dominique durch den Erwerb des Gutsgebäudes erhalten. Im Jahr 1750 verfügte das Gut über eine Rebfläche von nahezu 16 Hektar. Frühe Klassifizierungsversuche im Bordeaux belegen indes, das Mouton-d’Armailhacq stets im Schatten seiner direkten Nachbarn Mouton und Pontet-Canet stand. Einige Jahrzehnte nach Dominique wurde das Gut von zwei Brüdern verwaltet, von denen einer Joseph Odet d’Armailhacq der Ältere war. Ihr unternehmerisches Handeln wurde durch das politische Umfeld beeinträchtigt. Hohe Zölle sowie die acht Jahre währende sogenannte Kontinentalsperre machten den Handel mit dem wichtigsten Kunden, den Engländern praktisch unmöglich. Die Brüder d’Armailhacq mussten sich aus finanziellen Gründen im November 1843 von ihrem Weingut trennen. Übernommen wurde es im März 1844 von Joseph Odet’s ehemaliger Frau für 398.000 Francs. Um den Kauf zu finanzieren, trennte sie sich unmittelbar nach der Übernahme von 32 journeaux (ca. 10 Hektar) unbestockter Fläche auf der Carruades genannten Kieskuppe. Nach einem Bieterduell zwischen Goudal vom Château Lafite und Lestapis von Château Mouton verkaufte sie die Fläche für 100.000 Francs an Lestapis.
Frau d’Armailhacq vermachte das Gut ihrem 1798 geborenen Sohn Armand d’Armailhacq. Mit wissenschaftlicher Akribie stellte er das Weingut neu auf und setzte sich sehr für eine wachsende Verbreitung der Rebsorte Cabernet Sauvignon ein. Er war auch Autor des 1850 erschienenen Werks De la Culture des Vignes, de la Vinification dans le Médoc et des Vins dans le Médoc, das bis zu seinem Tod im Jahr 1870 mehrfach neu aufgelegt wurde.
Seine qualitativen Bemühungen wurden mit der Aufnahme in die Bordeaux-Klassifikation des Jahres 1855 gekrönt. Nach eigenen Angaben verfügte das Weingut über eine Fläche von 63 Hektar.
Im Jahr 1857 heiratete Comte Adrien de Ferrand die Schwester von Armand, Alexandrine d’Armailhacq. Ab 1878 übernahm er die Leitung des Guts und übergab sie später seinem im Jahr 1867 geborenen Sohn Roger de Ferrand. Durch die Reblauskrise, diverse Pilzkrankheiten (Echter Mehltau, Falscher Mehltau der Weinrebe) und den Ersten Weltkrieg war das Weingut nicht mehr rentabel. Roger versuchte noch im Jahr 1921 mit einem neugegründeten Weinhandelshaus namens Société vinicole de Pauillac die finanzielle Situation aufzubessern.
Im Jahr 1933 kaufte Philippe de Rothschild das Weingut und übernahm auch das Weinhandelshaus. Über die Société vinicole de Pauillac konnte er die schlechten Weinjahrgänge 1930, 1931 und 1932 von Mouton-Rothschild als Markenwein mit dem Namen Mouton-Cadet verkaufen.